# レックス・ハドラー
レックス・アレン・ハドラー（Rex Allen Hudler , 1960年9月2日 - ）は、アメリカ合衆国・アリゾナ州マリコパ郡テンピ出身の元プロ野球選手（内野手）。右投右打。

## 来歴
1978年のMLBドラフト1巡目（全体18位）でニューヨーク・ヤンキースから指名され、プロ入り。
1984年9月9日にメジャーデビュー。
1986年にボルチモア・オリオールズに移籍。
1988年にモントリオール・エクスポズへ移籍。
1990年シーズン途中にセントルイス・カージナルスと渡り歩く。エクスポズ時代の1989年8月23日の対ロサンゼルス・ドジャース戦は長時間試合となり、延長20回裏から出場したハドラーは1点リードされた22回裏2死から安打で出塁したが、次打者の時に盗塁に失敗し、6時間14分の長丁場にピリオドを打つ形になった。
1993年にレオン・リーの紹介で受けた入団テストに合格し、ヤクルトスワローズに入団する。前年のスワローズは、二塁を守っていたジョニー・レイが途中退団し、シーズン途中に獲得したジョニー・パリデスも、助っ人としては満足な成績とは言えず、この空いた二塁手の穴を埋めるべく獲得された。本来「守備の人」の期待を背負っていたが、シーズン開幕とともにエラーを連発（シーズントータルの失策数は14）し、守備の評価はがた落ち。一方でバッティングでは結果を残し、ほぼ8番打者ながら打率.300を達成。シーズン2回のサヨナラ打、得点圏打率はリーグトップという勝負強さを見せ、同年の優勝・日本一に大きく貢献した。
1994年も引き続き残留の予定であった（1993年オフに出版されたヤクルトの優勝記念本にも登場し、「来季は2番でプレーしたい」と発言している）。しかし野村克也監督が、当時巨人を解雇されたジェシー・バーフィールド獲得を表明（実現せず）。もともと野村は、守備に不安要素を持ち小技も効かないハドラーを高く買っておらず、外野守備が得意なバーフィールドに興味を示した。当時、同時出場可能な外国人野手は2名（1993年まで一軍登録2名、1994年から一軍登録3名・同時出場2名）までとなっており、残留しても出場の可能性が低くなることを嫌ったハドラーは、一転してサンフランシスコ・ジャイアンツと契約し退団。ヤクルトでの在籍はわずか1年であった。スプリング・トレーニング中にジャイアンツを解雇されたが、カリフォルニア・エンゼルスと契約。その後、エンゼルス、フィラデルフィア・フィリーズで1998年まで現役を続けた。
2012年よりカンザスシティ・ロイヤルズの球団専属解説者として活動している。日本のMLB中継に登場したこともある。2003年にはマリファナ所持によりカンザスシティ国際空港で逮捕されたが、すぐに釈放された。

## 選手としての特徴・人物
ヤクルト時代は、守備に難があったが、勝負強い打撃を武器としており、「恐怖の八番打者」として鳴らしていた。
非常に明るい性格であり、チームのムードメーカーとしても活躍していた。
1989年にヤクルトでプレーしたラリー・パリッシュと同様、「ゲテモノ食い」が有名であり、ミミズを踊り食いしたことから「ミミズ男」と呼ばれていた。他にもセミ、カタツムリ、ワニも食べた経験がある。日本食では刺身、しゃぶしゃぶ、焼肉が好物であり絶賛している。
夫人は歌手であり、メジャーリーグの試合前の国歌斉唱を何度も務めていた。来日前はハドラー本人よりも夫人の方がスタジアムに出る機会が多いと揶揄されたこともある。
来日前は盗塁時のセカンドベースカバーの選手を吹っ飛ばすほど激しいスライディングで、地元アナウンサーに「ハリケーン」と呼ばれていたが、日本で盗塁を決めたのはたった1回、9月の対阪神タイガース戦のみであった（盗塁死は4）。
エンゼルス時代に決定的なエラーを犯してしまい、先発投手のマーク・ラングストンと殴り合いの喧嘩シーンがテレビ画面に映し出されたことがあった。
ヤクルト時代は、日本の環境に適応するために、チームメートの荒井幸雄と大相撲観戦に行ったり、大橋穣守備走塁コーチに弟子入り志願したりなど努力していた。
選手をリスペクトする日本のファンの気質が好きだと語っている。
ヤクルト時代の応援歌は、かつてボブ・ホーナーに使われていた曲が流用されていた。来日当初は日本の鳴り物応援に違和感を覚えていたが、徐々に受け入れると引退後も歌詞を暗記しているほど自分の応援歌を気に入っていた。なお、ハドラーの退団後は応援歌の変更を希望した古田敦也に流用された。
ヤクルトでの在籍は僅か1年間であったが、当時監督であった野村克也を敬愛しており、「彼のもとでプレーするのは、ヨギ・ベラ、ビリー・マーチン、アール・ウィーバー、ジョー・トーリのもとでプレーするような感じだった。野村さんは日本の伝説であり、本当に優秀な指導者だ」と語っている。

## 詳細情報

### 年度別打撃成績
| 年 度     | 球 団     | 試 合 | 打 席 | 打 数 | 得 点 | 安 打 | 二 塁 打 | 三 塁 打 | 本 塁 打 | 塁 打 | 打 点 | 盗 塁 | 盗 塁 死 | 犠 打 | 犠 飛 | 四 球 | 敬 遠 | 死 球 | 三 振 | 併 殺 打 | 打 率 | 出 塁 率 | 長 打 率 | O P S |
| --------- | --------- | ----- | ----- | ----- | ----- | ----- | -------- | -------- | -------- | ----- | ----- | ----- | -------- | ----- | ----- | ----- | ----- | ----- | ----- | -------- | ----- | -------- | -------- | ----- |
| 1984      | NYY       | 9     | 9     | 7     | 2     | 1     | 2        | 0        | 0        | 2     | 0     | 0     | 0        | 0     | 0     | 1     | 0     | 1     | 5     | 0        | .143  | .333     | .286     | .619  |
| 1985      | NYY       | 20    | 57    | 51    | 4     | 8     | 0        | 1        | 0        | 10    | 1     | 0     | 1        | 5     | 0     | 1     | 0     | 0     | 9     | 0        | .157  | .173     | .196     | .369  |
| 1986      | BAL       | 14    | 1     | 1     | 1     | 0     | 0        | 0        | 0        | 0     | 0     | 1     | 0        | 0     | 0     | 0     | 0     | 0     | 0     | 0        | .000  | .000     | .000     | .000  |
| 1988      | MON       | 77    | 229   | 216   | 38    | 59    | 14       | 2        | 4        | 89    | 14    | 29    | 7        | 1     | 2     | 10    | 6     | 0     | 34    | 2        | .273  | .303     | .412     | .715  |
| 1989      | MON       | 92    | 162   | 155   | 21    | 38    | 7        | 0        | 6        | 63    | 13    | 15    | 4        | 0     | 0     | 6     | 2     | 1     | 23    | 2        | .245  | .278     | .406     | .684  |
| 1990      | MON       | 4     | 3     | 3     | 1     | 1     | 0        | 0        | 0        | 0     | 0     | 0     | 0        | 0     | 0     | 0     | 0     | 0     | 1     | 0        | .333  | .333     | .333     | .667  |
| 1990      | STL       | 89    | 234   | 217   | 30    | 61    | 11       | 2        | 7        | 97    | 22    | 18    | 10       | 2     | 1     | 12    | 1     | 2     | 31    | 3        | .281  | .323     | .447     | .770  |
| '90計     | STL       | 93    | 237   | 220   | 31    | 61    | 11       | 2        | 7        | 97    | 22    | 18    | 10       | 2     | 1     | 12    | 1     | 2     | 32    | 3        | .282  | .323     | .445     | .769  |
| 1991      | STL       | 101   | 221   | 207   | 21    | 47    | 10       | 2        | 1        | 64    | 15    | 12    | 8        | 2     | 2     | 10    | 1     | 0     | 29    | 1        | .227  | .260     | .309     | .569  |
| 1992      | STL       | 61    | 103   | 98    | 17    | 24    | 4        | 0        | 3        | 37    | 5     | 2     | 6        | 1     | 1     | 2     | 0     | 1     | 23    | 0        | .245  | .265     | .378     | .642  |
| 1993      | ヤクルト  | 120   | 454   | 410   | 48    | 123   | 26       | 3        | 14       | 197   | 64    | 1     | 4        | 1     | 4     | 32    | 7     | 7     | 77    | 13       | .300  | .358     | .480     | .838  |
| 1994      | CAL       | 56    | 136   | 124   | 17    | 37    | 8        | 0        | 8        | 69    | 20    | 2     | 2        | 4     | 2     | 6     | 0     | 0     | 28    | 7        | .298  | .326     | .556     | .882  |
| 1995      | CAL       | 84    | 241   | 223   | 30    | 59    | 16       | 0        | 6        | 93    | 27    | 13    | 0        | 2     | 1     | 10    | 1     | 5     | 48    | 2        | .265  | .310     | .417     | .727  |
| 1996      | CAL       | 92    | 317   | 302   | 60    | 94    | 20       | 3        | 16       | 168   | 40    | 14    | 5        | 2     | 1     | 9     | 0     | 3     | 54    | 7        | .311  | .337     | .556     | .893  |
| 1997      | PHI       | 50    | 130   | 122   | 17    | 27    | 4        | 0        | 5        | 46    | 10    | 1     | 0        | 1     | 0     | 6     | 1     | 1     | 28    | 2        | .221  | .264     | .377     | .641  |
| 1998      | PHI       | 25    | 45    | 41    | 2     | 5     | 1        | 0        | 0        | 6     | 2     | 0     | 0        | 0     | 0     | 4     | 0     | 0     | 12    | 1        | .122  | .200     | .146     | .346  |
| MLB：13年 | MLB：13年 | 774   | 1888  | 1767  | 261   | 461   | 96       | 10       | 56       | 745   | 169   | 107   | 43       | 20    | 10    | 77    | 12    | 14    | 325   | 27       | .261  | .296     | .422     | .717  |
| NPB：1年  | NPB：1年  | 120   | 454   | 410   | 48    | 123   | 26       | 3        | 14       | 197   | 64    | 1     | 4        | 1     | 4     | 32    | 7     | 7     | 77    | 13       | .300  | .358     | .480     | .838  |

### 記録
NPB
- 初出場・初先発出場：1993年4月10日、対広島東洋カープ1回戦（明治神宮野球場）、7番・二塁手として先発出場
- 初安打：同上、5回裏に北別府学から
- 初打点：同上、7回裏に北別府学から適時打
- 初本塁打：1993年4月25日、対横浜ベイスターズ3回戦（福岡ドーム）、2回裏に田辺学から2ラン

### 表彰
NPB
- JA全農Go・Go賞 （最多二・三塁打賞：1993年8月）

### 背番号
- 56（1984年 - 1985年）
- 1（1986年）
- 25（1988年 - 1990年途中）
- 10（1990年途中 - 1992年、1994年 - 1996年）
- 49（1993年）
- 14（1997年 - 1998年）